# Bobryk (rejon niżyński)
Bobryk (ukr. Бобрик) – wieś na Ukrainie, w obwodzie czernihowskim, w rejonie niżyńskim, w hromadzie Wertijiwka. W 2001 liczyła 404 mieszkańców, spośród których 388 wskazało jako ojczysty język ukraiński, 15 rosyjski, a 1 białoruski.